# Hiperostose esquelética idiopática difusa
A hiperostose esquelética idiopática difusa (conhecida pelo acrónimo DISH, do inglês, Diffuse Idiopathic Skeletal Hyperostosis), é também denominada hiperostose anquilosante ou doença de Forestier, por ter sido inicialmente descrita por Forestier e Rotés-Querol, em 1950, que a designaram hiperostose anquilosante senil. Vários outros nomes foram propostos: espondilite deformante, espondilose hiperostótica e espondilose ossificante ligamentar. Devido à natureza sistémica da doença e ao desconhecimento da sua etiologia hiperostose esquelética idiopática difusa é a denominação mais consensual.
É principalmente caracterizada pela produção excessiva de tecido ósseo na zona das articulações, levando à calcificação das enteses e dos ligamentos. Esta atividade de osteossíntese anormalmente elevada é particularmente observável nos ossos da coluna vertebral, por baixo do ligamento longitudinal anterior. No entanto, na região das vertebras torácicas, a formação anormal de osso é limitada ao lado direito destas. Pensa-se que este fenómeno estará associado ao facto de a artéria aorta se localizar do lado esquerdo dos corpos vertebrais torácicos.
Esta patologia ocorre em cerca de 10% a 25% da população com mais de 50 anos, é, no entanto, mais comum em homens do que em mulheres (2:1). Esta doença tem-se mostrado também mais prevalente em países desenvolvidos, nomeadamente nas sociedades ocidentais. No entanto, estes dados devem ser olhados com cautela, visto que podem dever-se ao facto de nestes países haver mais exames radiológicos e à maior esperança de vida do que nos países em vias de desenvolvimento. Esta doença foi registada em todos os continentes, com exceção da Antártida. A distribuição geográfica e a manifestação precoce dos sintomas, terceira década de vida, em membros da mesma família leva a crer que fatores genéticos terão influencia na sua manifestação.
Prevê-se um aumento acentuado na prevalência desta doença, pelo menos em sociedades ocidentais, já que se tem observado um aumento das condições que são consideradas de risco para o desenvolvimento da DISH; tais como a obesidade, diabetes tipo II, hipertensão, problemas cardiovasculares e o aumento da esperança média de vida.

## Sintomas
Esta patologia apresenta-se, regra geral, assintomática. No entanto, em alguns casos, a formação de osso anormal provocada pela DISH pode levar a alterações biomecânicas do sistema músculo-esquelético e/ou à formação de massas cervicais obstrutivas, que levam a problemas como a dificuldade em engolir (disfagia) e/ou respirar.
Os discos intervertebrais e as facetas articulares permitem à coluna fletir e rodar para reagir a contrações musculares e forças externas. Quando existe um impacto traumático, este é normalmente distribuído pelos vários segmentos móveis da coluna pelo que as luxações são raras. Pacientes afetados com DISH têm maior probabilidade de sofrer fraturas na coluna visto que a mobilidade está restringida e as vértebras podem fraturar em padrões semelhantes aos observados em ossos longos. Quanto maior for o número de vértebras consecutivas fundidas, pela formação anormal de osso novo, menor a força do trauma necessário para causar uma fratura grave.
Embora as consequências da DISH sejam mais notórias na coluna, afeta também articulações periféricas e enteses, podendo ser observada ossificação e/ou calcificação de ligamentos, tendões e cápsulas articulares das articulações periféricas, levando a que as articulações afetadas apresentem uma capacidade de movimento reduzida.

## Tratamento
Não existe muita informação no que toca a intervenções terapêuticas para prevenir ou controlar a progressão das consequências da DISH. Os tratamentos existentes são direcionados na minimização dos sintomas que limitam o conforto dos indivíduos, como a dor e a falta de mobilidade. Estes incluem a fisioterapia, tratamentos quiropráticos, terapia com calor e tratamento com anti-inflamatórios não esteroides (AINE).
Raramente são utilizadas cirurgias da coluna em pacientes com DISH, a não ser que exista algum tipo de fratura traumática. Estas são apenas efetuadas aquando da existência de estenoses espinhais graves ou de grandes osteófitos cervicais, que estejam a causar obstrução das vias aéreas ou dificuldade em deglutir os alimentos.

## Diagnóstico em paleopatologia
Quando as lesões ósseas estão desenvolvidas e os ossos bem preservados, a DISH é relativamente fácil de diagnosticar por observação macroscópica das variações morfológicas anormais das vértebras torácicas. No entanto, os critérios exatos para o diagnostico de DISH não estão estandardizados.
Em estudos paleopatológicos, existem vários métodos para o diagnóstico da DISH: e.g. Crubézy (1989), Crubézy e Crubézy-Ibanez (1993) e Rogers e Waldron (1995). Todos estes métodos têm em comum considerarem não só as lesões da coluna mas também a calcificação das enteses e apresentam como critério obrigatório a ossificação ântero-lateral da coluna com preservação da articulação apofisária. Destes métodos, o mais exigente, pelo maior número de características, é o de Rogers e Waldron, que em 2001, resumiram o seu método de diagnóstico a três critérios obrigatórios para o diagnóstico de DISH: a presença de hiperostose da coluna, afetando pelo menos três vértebras; modificações ósseas da zona torácica da coluna restringidas ao lado direito desta (com exceção de raros casos de situs inversus) e presença de calcificações e/ou ossificações de ligamentos e/ou enteses extra-raquidianas. Estes autores consideraram que a preservação da altura dos discos intervertebrais não deveria ser utilizado como critério de diagnóstico, apenas como corroboração deste.
Deve também ter-se em consideração a presença de patologias que possam estar a coexistir com a DISH e a interferir com o diagnóstico como seja a doença de disco intervertebral, a sacroileíte e a osteoartrite, assim como é relevante a observação das diartroses relativamente normais entre as vértebras afetadas.
É de realçar a importância do diagnóstico diferencial em paleopatologia, já que existem outras patologias que causam crescimento ósseo anormal e envolvimento das enteses. Isto é particularmente importante quando as lesões provocadas pela DISH não estão bem desenvolvidas porque a doença se começou a manifestar pouco tempo antes da morte do indivíduo
Atendendo que a DISH afeta maioritariamente indivíduos com idade superior a 50 anos pode facilmente coexistir, ou ser confundida, com outras condições patológicas, como espondilite anquilosante ou com osteoartrite. A formação anormal de osso novo que ocorre em portadores de DISH pode estar na causa da rigidez da coluna e de outras articulações, podendo muitas vezes levar a um diagnóstico errado de espondilite anquilosante, sendo que ambas as doenças são caracterizadas por ossificação das enteses das vertebras. A formação anormal de osso novo, com formação de osteófitos, é também característica da osteoartrite. No entanto, foi sugerido que, quando a DISH envolve as articulações periféricas, que são normalmente afetadas pela osteoartrite, as alterações hipertróficas observadas são mais proeminentes. DISH afeta também articulações periféricas que não são normalmente afetadas pela osteoartrite, como as articulações entre os metacárpicos e as falanges, o cotovelo, o ombro e o tornozelo.
As manifestações da DISH no esqueleto são semelhantes tanto em esqueletos arqueológicos como em esqueletos modernos. No entanto, num contexto paleopatológico, porque os vestígios osteológicos se encontrarem muitas vezes fragmentados e por ser mais fácil identificar marcadores extra-vertebrais da patologia, do que em pacientes vivos, estes marcadores são mais considerados do que no diagnóstico clínico. De facto, quando em casos paleopatológicos, quando as vértebras não se encontram suficientemente preservadas, diagnósticos positivos de DISH já foram efetuados com base em entesopatias generalizadas no esqueleto. Isto pode levar a um problema de sobrestimação da prevalência de DISH, já que as entesopatias aumentam com a idade.
Evidências paleopatológicas suscitaram a hipótese da DISH ter uma particular prevalência em indivíduos de patamares sociais mais elevados. Particularmente na época medieval, esta doença mostrou-se prevalente em membros do clero. Estas observações corroboram as observações modernas, servindo como argumento para que a existência da doença se encontra, muito provavelmente, relacionada com dietas ricas em proteína, trabalhos sedentários, obesidade e diabetes do tipo II. No entanto, existem também trabalhos que não encontraram qualquer relação entre os estatutos socioeconómicos e atividades ocupacionais e a prevalência de DISH.

## Paleopatologia da DISH em Portugal
Em 2000 e 2001 foram exumados 164 indivíduos de um cemitério de uma cidade medieval na zona de Leiria (séc. XII-XVI). Os registos osteológicos dos indivíduos deste cemitério indicam que estes não pertenceriam a um estatuto socioeconómico elevado. Destes, foram identificados 6 casos de DISH, todos pertencentes ao sexo masculino e todos com mais de 40 anos. Foi observado que, destes 6 indivíduos, os mais velhos apresentavam um maior número de vértebras fundidas e de enteses afetadas, refletindo a evolução gradual da doença com o avançar da idade. Os autores deste trabalho encontraram uma frequência de DISH semelhante à encontrada em cemitérios onde foram inumados indivíduos de classes mais elevadas. Estes autores devem esta inconsistência com a bibliografia ao facto de ter havido um erro de amostragem, por só ter sido escavada uma reduzida parte do cemitério.
Foi também identificado um caso de DISH num homem com mais de 50 anos do cemitério da Igreja de Nossa Senhora da Anunciada (séc. XVI-XIX) em Setúbal, Portugal. Nossa Senhora da Anunciada terá sido habitada por pessoas de uma baixa classe socioeconómica (maioritariamente pescadores). No entanto, este individuo seria um dos únicos dois que se encontrava enterrado num caixão, levando a crer que este pertenceria a estatuto socioeconómico mais elevado que os restantes habitantes. Um homem da Marinha Portuguesa, com idade estimada superior a 35 anos, cujos restos mortais se encontravam na cripta da Capela do Espírito Santo (séc. XVIII-XIX), apresentava também lesões muito exuberantes, compatíveis com DISH.
Um estudo realizado com os indivíduos com idade à morte superior a 20 anos da Coleção de Esqueletos Identificados do Museu Bocage (NMNH, Lisboa), que contém indivíduos que morreram entre o fim do século XIX e meados de século XX, encontrou uma prevalência de 8,8% de DISH no total da coleção, 11,7% nos indivíduos do sexo masculino da coleção e uma prevalência de 6,2% nos indivíduos do sexo feminino da coleção. Comprovando, mais uma vez, que os indivíduos do sexo masculino são de maior risco do que os de sexo feminino. O intervalo etário que encontraram estar mais afetado pela DISH foi o intervalo entre os 70 e os 79 anos (prevalência de 12,9%), seguido pelo intervalo entre os 80 e os 89 anos (prevalência de 12,0%). Ao contrario do observado noutros estudos e do que se espera encontrar num estudo desta natureza, relativamente à DISH, os investigadores não encontraram relação nenhuma entre a prevalência da DISH e o tipo de atividade ocupacional registada dos indivíduos da coleção. Estudos semelhantes foram realizados com coleções de esqueletos identificados da Universidade de Coimbra. Em 2016, com a Coleção de Esqueletos Identificados da Universidade de Coimbra, que contém indivíduos que morreram nos séculos XIX e XX, encontrou resultados concordantes. Neste estudo a prevalência de DISH encontrada no total da coleção foi de 5,1% (22 de 432 indivíduos), em que o número de indivíduos do sexo masculino afetados era mais do triplo do que os indivíduos do sexo feminino (17 homens; 5 mulheres). A idade à morte dos indivíduos afetados encontrava-se no intervalo etário dos 59 a 96 anos. Mais uma vez, neste trabalho, não foi encontrada uma relação entre a prevalência de DISH e um estatuto socioeconómico mais elevado. Em 2017, com a Coleção de Esqueletos Identificados do séculos XXI, que contém indivíduos que morreram este século que se encontravam no Cemitério dos Capuchos. Nesta coleção, a prevalência de DISH encontrada foi de 18,1% (41 de 227 indivíduos), onde, mais uma vez, a prevalência nos indivíduos do sexo masculino era superior (23,1% nos homens; 13,4% nas mulheres) e a média da idade à morte dos indivíduos com DISH foi 78 anos.